# Obere-Oka-Fürstentümer

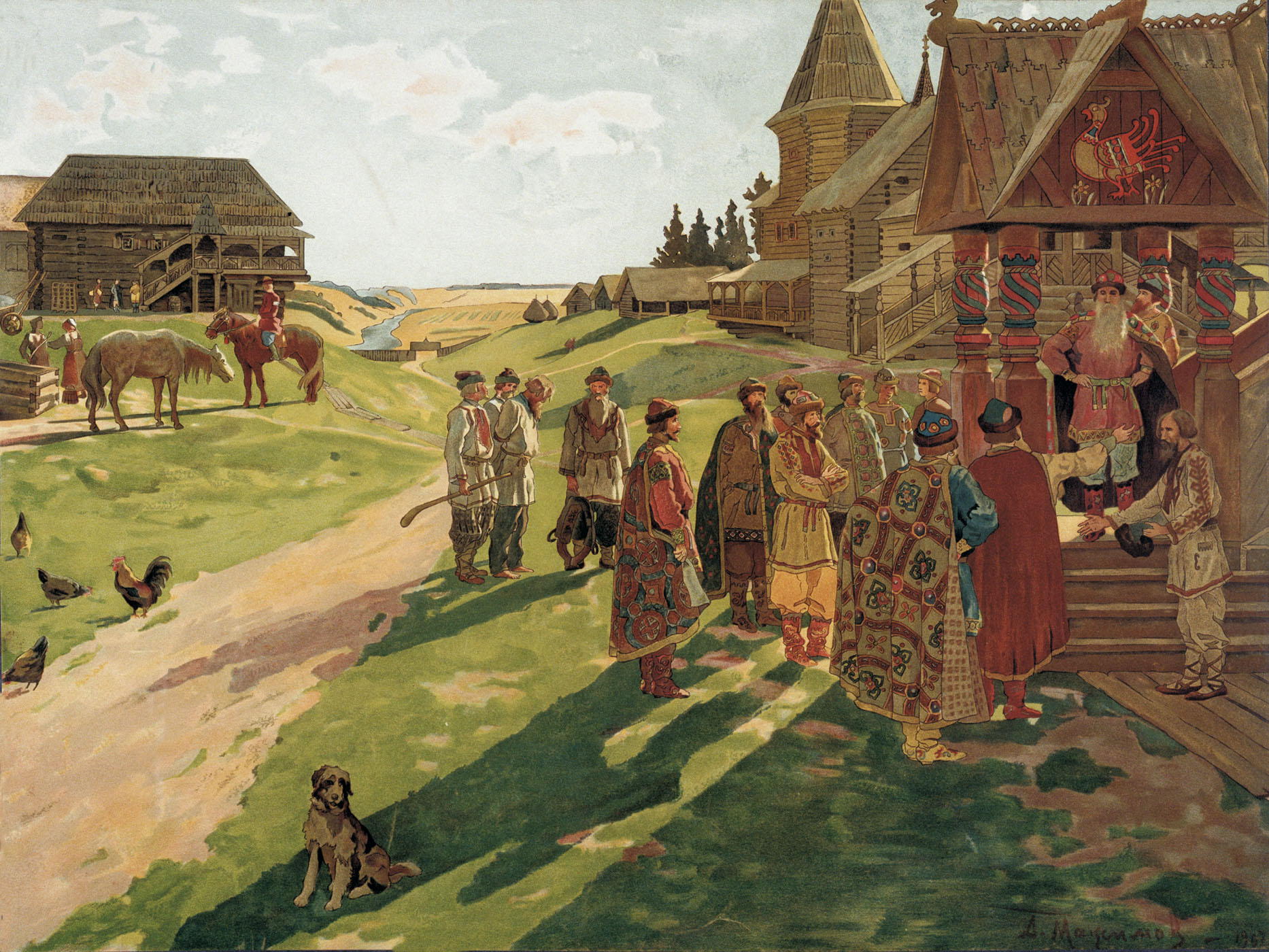
Das Anwesen eines russischen Feudalfürsten im Spätmittelalter

Die Fürstentümer der oberen Oka (russisch Верховские княжества, wiss. Transliteration Verhovskie knjažestva) waren eine Gruppe russischer Fürstentümer am Oberlauf der Oka. Sie bildeten sich im 13. Jahrhundert als Teilfürstentümer im Fürstentum Tschernigow heraus. Nach der mongolischen Invasion der Rus gehörten diese Gebiete zeitweilig dem Fürstentum Brjansk, bis dieses im 14. Jahrhundert von Großfürstentum Litauen einverleibt wurde. Danach wurden die Obere-Oka-Fürstentümer vorübergehend unabhängig, wurden jedoch bald, wenn auch unter Beibehaltung einer gewissen Autonomie, ebenfalls vom Großfürstentum Litauen annektiert. Die Fürstenfamilien der Oberen Oka gehörten den Rurikiden an und stammten vorwiegend von Michael von Tschernigow ab.
Mit dem Erstarken Moskaus und der Entstehung eines zentralisierten Russischen Reiches in der Regierungszeit Iwans III. sowie mit der zunehmenden rechtlichen Diskriminierung der russischen Orthodoxie in Litauen orientierten sich die Obere-Oka-Fürstentümer immer mehr nach Moskau. In den Jahren 1499–1500 leisteten sie einen Treueeid auf den Moskauer Großfürsten und unterstellten sich seinem Schutz. Dies war einer der wesentlichen Gründe für den Russisch-Litauischen Krieg 1500–1503. In der Schlacht an der Wedrosch errangen die Russen einen entscheidenden Sieg über die Litauer, in dessen Folge ca. 1⁄3 der früheren litauischen Territorien, darunter die Obere-Oka-Fürstentümer, vertraglich an Russland gingen.
In Russland genossen die Obere-Oka-Fürsten eine hohe Stellung in der Adelshierarchie. Fürstendynastien wie Obolenski, Worotynski, Mossalski, Mesezki, Wolkonski, Odojewski, Barjatinski oder Bolchowski gehörten in den nachfolgenden Jahrhunderten zu den führenden Staatsleuten und Feldherren.

## Obere-Oka-Fürstentümer

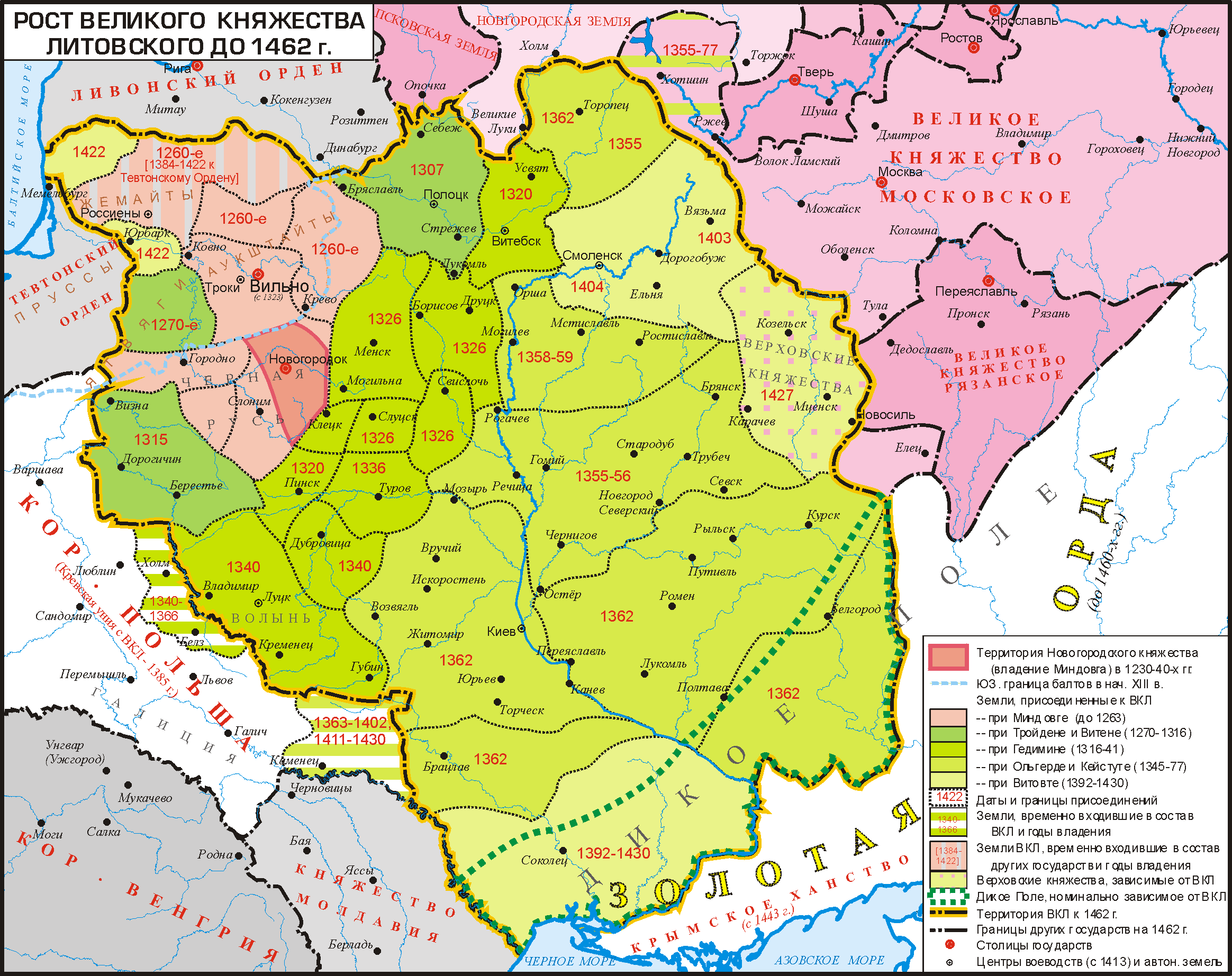
Großfürstentum Litauen 1462. Die Obere-Oka-Fürstentümer befanden sich im Osten, an der Grenze zu den unabhängigen russischen Fürstentümern Moskau (hellrosa) und Rjasan (dunkelrosa)

- Fürstentum Karatschew (ca. 1246–1360) – Karatschew
  - Fürstentum Swenigorod (ca. 1340–1504) – Swenigorod an der Oka
  - Fürstentum Koselsk (ca. 1235–1445) – Koselsk
  - Fürstentum Mossalsk (ca. 1350–1494) – Mossalsk
  - Fürstentum Peremyschl – Peremyschl
- Fürstentum Nowosil (ca. 1376 – ca. 1425) – Nowosil
  - Fürstentum Beljow (ca. 1425–1558) – Beljow
  - Fürstentum Worotynsk (ca. 1425–1573) – Worotynsk
  - Fürstentum Odojew (ca. 1425–1547) – Odojew
- Fürstentum Tarussa (1246–1392) – Tarussa
  - Fürstentum Wolkonsk (13. und 14. Jh.) – Wolkonsk
  - Fürstentum Konino (13. und 14. Jh.) – Konino
  - Fürstentum Mesezk (ca. 1360–1504) – Meschtschowsk
    - Fürstentum Barjatino (ca. 1450–1504/9) – Barjatino

  - Fürstentum Obolensk (ca. 1270?–1494) – Obolensk
  - Fürstentum Spaschsk (13. und 15. Jh.) – Pawschino